# Mundial (revista)
Mundial fue una revista ilustrada peruana de publicación semanal que apareció en Lima el 28 de abril de 1920. Alcanzó hasta el número 576, correspondiente a 4 de septiembre de 1931. Su director fue Andrés Avelino Aramburú Salinas y se imprimió en los talleres de la Imprenta de La Opinión Nacional (calle de las Mantas 152). Ha sido una de las publicaciones que marcaron el nacimiento del periodismo moderno en el Perú, tanto por su diseño gráfico como por su contenido.

## Características
Tuvo tres áreas bien definidas:
- Una sección mundana, a veces frívola, de la vida de la alta sociedad limeña.
- Una sección política, con opiniones que variaban según las circunstancias aunque generalmente comprometida con los logros del gobierno de Augusto B. Leguía.
- Una sección con contenido intelectual, que le dio más prestigio.

Su cubierta era de gran calidad gráfica, impresa en finos colores. Generalmente reproducía, en tricromía, alguna obra artística, de preferencia aquellas que acababan de ser exhibidas en alguna exposición. El resto de sus páginas también contaban con reproducciones gráficas de los acontecimientos contemporáneos, así como  colaboraciones de escritores destacados y de todas las tendencias.

## Colaboradores
En forma permanente colaboraron:
- José Carlos Mariátegui
- César Vallejo
- Luis Alberto Sánchez
- Jorge Guillermo Leguía
- Enrique A. Carrillo
- Darío Eguren Larrea
- Ladislao Meza
- José Chioino
- Humberto del Águila
- Clodoaldo López Merino
- Ricardo Vegas García
- César Guillermo Corzo
- Federico Mould Távara
- Dora Mayer
- Edgardo Rebagliati
- Alejandro Belaunde
- María Isabel Sánchez-Concha
- María Wiesse
- Jorge Vinatea Reynoso

De entre ellos destacan: José Carlos Mariátegui, quien dio a conocer a través de Mundial sus célebres 7 ensayos de interpretación de la realidad peruana, antes de publicarlos como un libro orgánico; Luis Alberto Sánchez, que publicó numerosos ensayos literarios; César Vallejo, que desde Europa envió sus crónicas que abarcaban los más diversos temas culturales y políticos del Viejo Mundo; Jorge Vinatea Reynoso, con sus bien logradas caricaturas;  Humberto del Águila, con sus «cartas de Rucio», comentarios de corte político al estilo cervantino.
Y eventualmente colaboraron en Mundial:
- José Santos Chocano
- José Gálvez Barrenechea
- Raúl Porras Barrenechea
- Percy Gibson
- Jorge Basadre
- Aurelio Miró Quesada
- Enrique Peña Barrenechea
- Ricardo Peña Barrenechea
- Martín Adán
- Xavier Abril
- Catalina Recavarren
- Estuardo Núñez

## Periodismo moderno
Su director plasmó en sus páginas una concepción moderna del periodismo. Comenzando por el aspecto visual, dio importancia al elemento gráfico en las informaciones, muchas de ellas con grabados en finos colores y tricomías. Desde entonces el elaborado diseño gráfico se convirtió en la característica fundamental del periodismo peruano.
Pero no solo en la forma fue donde residió la modernidad del semanario, sino también en el contenido. Nos referimos al llamado sensacionalismo, método que revolucionó el periodismo mundial desde fines del siglo XIX, con Joseph Pulitzer y William Randolph Hearst como abanderados. Sin caer en los métodos cuestionables de la prensa amarilla, Mundial supo aprovechar ese aporte, incorporando secciones sensacionales y de actualidad, dentro de un contenido más amplio, donde se entremezclaban opinión, sátira y caricatura política, entrevistas, páginas sociales y obreras, críticas de espectáculos, literatura, etc.

## Clausura
A fines de 1930 Aramburú inició una campaña para que se diera un trato humanitario al derrocado y apresado presidente Augusto B. Leguía, porque así lo demandaba su avanzada edad y su delicado estado de salud. Como era de esperar, esta campaña fue maliciosamente deformada y originó la represalia política contra Aramburú por parte del gobierno de Luis Miguel Sánchez Cerro. Aramburú fue sometido a juicio e incluso sufrió prisión, para terminar muriendo poco después en el exilio, en Chile.
Clausurado el semanario en 1931, sus archivos se convirtieron en uno de los registros gráficos más importantes de los hechos que marcaron la historia de la década de 1920 en el Perú y el mundo, así como una colección valiosa de artículos, crónicas y ensayos de la intelectualidad peruana de esa época.